# Yuri de Souza
Yuri de Souza Fonseca (Maceió, Brasil, 8 de agosto de 1982), conocido deportivamente como Yuri, es un exfutbolista brasileño de la Sociedad Deportiva Ponferradina de la Primera Federación. Juega en la demarcación de delantero centro, aunque también puede adaptarse a jugar como extremo o segundo delantero. Tiene la doble nacionalidad brasileña y portuguesa. Esta en el top 10 histórico de Máximos goleadores de Segunda División.
Identificado habitualmente en los medios de comunicación de El Bierzo como O Fenómeno es considerado con frecuencia el mejor futbolista de la historia de la S. D. Ponferradina. Es con 197 goles el máximo goleador histórico de la S. D. Ponferradina y el jugador con más partidos oficiales diputados (500). Fue nombrado Hijo Adoptivo de El Bierzo por el Consejo Comarcal de El Bierzo el 27 de julio de 2021.
A lo largo de su carrera profesional, ha conseguido batir diversos récords y conseguir varios logros. Es el máximo goleador extranjero en toda la historia de Segunda División con 116 goles y de Segunda División B con 119 goles. Ha sido el máximo goleador del Grupo I de la Segunda División B en dos ocasiones (2006 y 2007) con 22 y 24 goles respectivamente. Ha sido el máximo goleador en el año natural 2014 de la Segunda División de España. Ha sido el máximo goleador en el año natural 2018 de la Segunda División B. Ha ganado el Premio LFP 'Mejor Jugador Americano de la Segunda División' en la temporada 2013-14. Ha estado en el Top-10 de máximos goleadores de la temporada en Segunda División de España en 7 temporadas. (2012-13; 2013-14; 2014-15; 2019-20; 2020-21; 2021-22; 2022-23)
Es hermano de Igor de Souza y primo de Charles.

## Trayectoria deportiva

### Inicios en Portugal
Yuri desarrolló parte de su carrera futbolística en Portugal, país en el que residió desde los cinco años. Empezó a jugar en el Marialvas y poco después pasó a formar parte de las categorías inferiores del F. C. Maia. Pasó a formar parte del primer equipo del F. C. Maia en el año 2000, en el que coincidió con su hermano mayor, Igor de Souza, con el que volvería a coincidir en el Pontevedra C. F.. Ya desde pequeño, Yuri destacó por su facilidad a la hora de anotar goles. Así en los dos años que estuvo en el primer equipo del Maia, se convirtió en uno de los máximos realizadores de la Liga de Honra. En su primera temporada anotó 8 goles en 19 partidos, mientras que en su segundo año hizo 16 goles en 29 partidos en Liga, quedando a solo dos goles del máximo goleador y 3 goles en 2 partidos en la Taça de Portugal. Equipos de la entonces SuperLiga portuguesa (hoy Liga Betandwin) se fijan en él, y pronto da el salto a la máxima categoría lusa. 
Así, en la temporada 2002-03, comienza jugando en el Maia (2 goles en 9 encuentros) y, a mediados de liga, ficha por el Boavista F. C. por cuatro años, con el que llega a jugar tres partidos en la Copa de la UEFA. Debuta en la SuperLiga a finales de enero de 2003 en un F. C. Porto 1-0 Boavista F. C., en el Boavista Futebol Clube. Su primer gol lo consigue en el Boavista F. C. 4-1 Associação Académica de Coimbra, y se lo dedica a su hermano Igor de Souza, presente en el estadio. En esa temporada, juega 12 partidos y hace 3 tantos. 
En la temporada siguiente, Yuri apenas tiene oportunidades y minutos y es cedido por el Boavista F. C. al Gil Vicente Futebol Clube, equipo con el que juega unos 15 partidos y consigue marcar 4 goles; una temporada más tarde, en la 2004-2005, el Boavista lo cede al Estoril Praia. Tras dos años en calidad de cedido, y aún con un año más de contrato con el Boavista F. C., Yuri rescinde el contrato y decide cambiar de aires. Es entonces cuando da el salto a la Liga Española.

### Pontevedra C. F.
En el verano de 2006 llega a un acuerdo para pasar a formar parte del Pontevedra C. F.. Ya en su primera temporada en su nuevo equipo da muestras de su gran calidad y de su gran olfato goleador. Logra marcar un total de 22 goles en su primer año en la liga española (logró ser el pichichi de la categoría), lo que provoca que sean varios los equipos de superior categoría los que pregunten por su situación contractual. A pesar de ser una de las piezas más codiciadas del mercado nacional en la Segunda División española, Yuri decide continuar en el Pontevedra C. F.. En su segunda temporada, sigue sorprendiendo a propios y extraños con su velocidad, calidad y olfato goleador, y es uno de los baluartes del Pontevedra C. F. para luchar por el ascenso a la Segunda División española. Disputa un total de 35 partidos, siendo uno de los jugadores que más minutos juegan del equipo, y logra la nada despreciable cifra de 23 goles que le convierten por segundo año consecutivo en el máximo realizador del grupo. En el verano del 2007, la U. D. Las Palmas, equipo de superior categoría, muestra mucho interés por el extremo izquierdo brasileño, y se lo lleva cedido durante una temporada sin opción de compra. 

### S. D. Ponferradina
En 2009-10 firma con la Sociedad Deportiva Ponferradina, donde consigue el ascenso a Segunda División. En la temporada 2010-2011 sigue con la Sociedad Deportiva Ponferradina en Segunda División, marcó 6 goles en 19 partidos de titular. No pudo jugar más partidos de titular por una lesión. En la temporada 2011-2012 sigue con la Sociedad Deportiva Ponferradina, donde jugará en 2.ª B.
En la temporada 2011-12 Yuri sigue contando con la confianza del entrenador Claudio Barragán. Esta confianza se traduce en una gran temporada en la que Yuri se reconcilia con la grada y se convierte en uno de los jugadores más queridos por la afición. Anota 19 goles en liga regular siendo el segundo máximo realizador del Grupo II. En Copa del rey firmó 3 tantos. Finalmente en el decisivo playoff de ascenso a la Segunda División, el futbolista brasileño sumó, a su casillero particular, la notable cifra de 5 goles. Siendo un pilar fundamental en el ascenso del equipo berciano. Esta es su mejor temporada en cuanto a número de goles tanto en la Sociedad Deportiva Ponferradina como en toda su carrera con un total de 27 goles.
En la temporada 2012-13 Yuri sigue en la Sociedad Deportiva Ponferradina jugando esta temporada en la Segunda División tras haber conseguido el ascenso la temporada pasada. Yuri vuelve a realizar una gran temporada en la que mete un total de 21 goles en 38 partidos de liga siendo el tercer máximo goleador de la categoría. En esta temporada la Sociedad Deportiva Ponferradina se queda fuera del playoff de ascenso a Primera División de España por diferencia de goles con la Unión Deportiva Las Palmas tras sumar 66 puntos ambos equipos. Al finalizar la temporada pese a recibir ofertas de equipos de superior categoría tanto en España como en el extranjero Yuri renueva por tres años más, hasta 2016, con la Sociedad Deportiva Ponferradina.
En la temporada 2013-14 Yuri sigue siendo un pilar fundamental en el equipo aunque sus cifras goleadoras bajan con respecto a años anteriores, aun así, logra meter 12 goles en 37 partidos de liga ayudando a la Sociedad Deportiva Ponferradina a mantener la categoría por segundo año consecutivo. En esta temporada Yuri es el octavo máximo goleador de la categoría, quedando en el Top-10 de máximos goleadores de Segunda División por segundo año consecutivo. Es galardonado con el premio Mejor Jugador Americano de la Liga Adelante en la 'Gala de los Premios LFP 2014' por su temporada 2013-14.
En la temporada 2014-15 Yuri tiene una serie de altibajos con el nuevo entrenador de la Sociedad Deportiva Ponferradina, mientras que en la primera vuelta de la competición Yuri es titular y juega prácticamente todos los minutos, en la segunda vuelta Yuri pasa a ser suplente y salir en los últimos minutos como revulsivo. A pesar de jugar menos minutos que en temporadas anteriores, Yuri aumenta su cifra goleadora con respecto a la temporada pasada y marca 17 goles en 39 partidos de liga siendo el sexto máximo goleador de la categoría, quedando en el Top-10 de máximos goleadores de Segunda División por tercer año consecutivo. En esta temporada, la Sociedad Deportiva Ponferradina mantiene la categoría por tercer año consecutivo pero se vuelve a quedar a un punto del playoff de ascenso a Primera División de España como en la temporada 2012-2013. Entre el 1 de enero de 2014 y el 31 de diciembre de 2014 Yuri es el jugador que más goles mete en Segunda División convirtiéndose así en el máximo goleador de Segunda División en el año natural 2014.
En la temporada 2015-16 Yuri comienza jugando con la Sociedad Deportiva Ponferradina otra temporada más en Segunda División metiendo un total de 9 goles en 20 partidos de liga y 1 gol en Copa del Rey, hasta que en el mercado de invierno ficha por el Qingdao Huanghai de la Segunda División de China tras recibir una oferta irrechazable a nivel económico. A pesar de haber jugado con la Sociedad Deportiva Ponferradina solo hasta el mercado de inverno, Yuri es el máximo goleador del equipo en la temporada 2015-2016 con 10 goles.
Después de casi siete años en la Sociedad Deportiva Ponferradina Yuri dejaba el club siendo el segundo máximo goleador en la historia de la Sociedad Deportiva Ponferradina con 97 goles y el jugador más importante en la mejor época de la Sociedad Deportiva Ponferradina jugando cuatro años consecutivos la Segunda División de España, cuando hasta entonces la Sociedad Deportiva Ponferradina nunca había logrado mantenerse en dicha categoría. También ganó un título de Segunda División B en el año 2010, una Copa de Castilla y León de fútbol en el año 2011, un 'Premio LFP' en el año 2014, fue el máximo goleador del equipo durante cinco temporadas consecutivas (2011-12; 2012-13; 2013-14; 2014-15; 2015-16), quedó en el Top-10 de máximos goleadores de la Segunda División de España durante tres temporadas consecutivas (2012-13; 2013-14; 2014-15) y fue el máximo goleador de la Segunda División de España en el año natural 2014.

### Qingdao Huanghai F. C.
En la temporada 2016 de la China League One (Segunda División de China) Yuri juega con el Qingdao Huanghai F. C.. Equipo que sorprende a lo largo de la temporada con sus buenos resultados y acaban quedando 3.º. Están a punto de ascender de categoría al quedar empatados a puntos con el primero y el segundo, pero la diferencia de goles con ambos les deja fuera de las dos plazas de ascenso a la Chinese Super League (Primera División de China). Yuri juega todos los partidos de liga (30 partidos) y mete un total de 10 goles y da 5 asistencias. 

### S. D. Ponferradina
Tras solo un año después de haberse ido a China, Yuri regresa en enero de 2017 a la Sociedad Deportiva Ponferradina. En la temporada 2016-17 Yuri llega en el mercado de invierno, y solo juega 13 partidos en los que mete 4 goles y da 2 asistencias. La Sociedad Deportiva Ponferradina acaba la liga en la 5.ª posición y no logra entrar en el playoff de ascenso a Segunda División.
En la temporada 2017-18, a pesar de que la Sociedad Deportiva Ponferradina no hace una buena temporada y queda en la 12.ª posición, muy lejos de los puestos que dan acceso al playoff de ascenso a Segunda División, Yuri hace una buena temporada a nivel individual metiendo un total de 20 goles en 31 partidos de liga, quedando segundo máximo goleador del grupo, a tan solo un gol del primero. En esta temporada, Yuri se convierte en el máximo goleador de la Sociedad Deportiva Ponferradina en la Segunda División B de España superando los 44 goles de Rubén Vega Fuentes. El 12 de junio de 2019 Yuri llevaba 64 goles con la Sociedad Deportiva Ponferradina en la Segunda División B de España.
En la temporada siguiente la Sociedad Deportiva Ponferradina cambia de entrenador y llega a El Bierzo Jon Pérez Bolo procedente del Arenas de Guetxo con el que había conseguido un ascenso a Segunda División B. Como ha dicho en numerosas comparecencias públicas, unas de las primeras cosas que hizo al llegar a Ponferrada fue preguntar por Yuri y reunirse con él. Desde ese momento conectaron y se entendieron perfectamente. Yuri fue importante en el equipo desde el inicio de temporada jugando todos los partidos y jugándolos completos. El equipo lo notó y la Sociedad Deportiva Ponferradina acabó la primera vuelta en primera posición proclamándose campeona de invierno del grupo 1 de Segunda División B. Al comienzo de la segunda vuelta el equipo sufrió un bajón que le hizo perder el primer puesto y además Yuri sufrió una lesión en el sóleo de la pierna derecha. A pesar de que Yuri estuvo 7 partidos fuera del campo y no volvió hasta la última jornada, la Sociedad Deportiva Ponferradina acabó la temporada en segunda posición lo que le daba acceso a los playoff de ascenso a Segunda División y Yuri acabó la liga con 18 goles en 27 partidos.
Una vez que terminó la liga comenzaban los playoff de ascenso a Segunda División con toda una comarca volcada con el equipo después de dos años muy duros en Segunda División B sin poder clasificarse para los playoffs. El primer rival que le deparó el sorteo fue la Unió Esportiva Cornellà, el partido de ida se jugaría en la localidad catalana de Cornellá de Llobregat y acabaría con derrota para la Sociedad Deportiva Ponferradina por 2-1. En el partido de vuelta disputado en el estadio de El Toralín, la Sociedad Deportiva Ponferradina conseguiría vencer por 2-0 y pasar a la siguiente ronda de los playoffs.
En la siguiente ronda el sorteo depararía como rival de la Sociedad Deportiva Ponferradina el F.C. Cartagena. Al igual que en la ronda anterior, jugarían la ida fuera de casa y la vuelta sería en El Toralín. En el partido de ida y pese a empezar perdiendo 1-0, la Sociedad Deportiva Ponferradina conseguiría remontar el partido para acabar ganándolo 1-2, siendo Yuri el autor del segundo gol del equipo en los minutos finales del partido desatando la locura en los cientos de aficionados que se habían desplazado desde El Bierzo hasta Cartagena para ver el partido. El partido de vuelta en El Toralín se afrontaba con más optimismo que en la ronda anterior tras la victoria en el partido de ida. La Sociedad Deportiva Ponferradina lograría vencer también en el partido de vuelta al F.C. Cartagena por 1-0 consiguiendo así pasar a la siguiente y última eliminatoria de los playoff de ascenso a Segunda División.
En la última eliminatoria se deberían enfrentar al Hércules C.F., al igual que en la ronda anterior la Sociedad Deportiva Ponferradina consigue ganar los dos partidos, tanto el de ida (1-3) como el de vuelta (1-0) y consigue así el ansiado ascenso a la categoría de plata del fútbol español, a la Segunda División. Yuri hace aún más historia con la Sociedad Deportiva Ponferradina convirtiéndose en el único futbolista que consigue tres ascensos a Segunda División con el equipo de Ponferrada. Además son 3 ascensos en 3 playoffs, 100 % de efectividad.
En la temporada 2019-20 Yuri se queda en la Sociedad Deportiva Ponferradina disfrutando de la categoría de plata con los bercianos. Sería la 7ª temporada del conjunto de El Bierzo en Segunda División y la 6.º de Yuri con ellos en dicha categoría. A pesar de empezar la temporada como suplente, en la tercera jornada de liga disputada en El Toralín frente al Club Deportivo Tenerife sale como titular y mete dos goles y da una asistencia lo que le hace volver a la titularidad y demostrar que pese a los años (37) todavía podía rendir muy bien en Segunda División. Metería dos dobletes más a lo largo de la temporada contra el Deportivo de la Coruña y contra la S. D. Huesca. Tras la disputa de la Jornada 32, la liga se pararía debido a la pandemia del coronavirus. Se reanudaría la liga en junio y terminaría en julio. La Sociedad Deportiva Ponferradina pese a estar gran parte de la temporada en la mitad de la tabla e incluso cerca de los puestos de playoffs a Primera División no se salvaría hasta la Jornada 41 tras encadenar una racha negativa de 6 partidos sin ganar siendo cinco de ellos derrotas. En esa Jornada 41 la Sociedad Deportiva Ponferradina ganó en El Toralín a la Unión Deportiva Almería 2-1, siendo el segundo gol de Yuri para darle los tres puntos, la permanencia en Segunda División y convertirse con 157 goles en el máximo goleador histórico de la Sociedad Deportiva Ponferradina. Acabaría la temporada jugando los 42 partidos de liga y metiendo 18 goles que le valieron para ser el 3.º máximo goleador de la categoría de plata del fútbol español. Era la 4.º temporada que Yuri acababa entre los 10 máximos goleadores de Segunda División con la Sociedad Deportiva Ponferradina.

## Estadísticas

### Clubes
Actualizado al último partido jugado el 30 de septiembre de 2023.
| Club                        | Div.            | Temporada     | Liga  | Liga  | Liga   | Copas | Copas | Copas  | Play-offs | Play-offs | Play-offs | Total | Total | Total  | Media goleadora |
| Club                        | Div.            | Temporada     | Part. | Goles | Asist. | Part. | Goles | Asist. | Part.     | Goles     | Asist.    | Part. | Goles | Asist. | Media goleadora |
| --------------------------- | --------------- | ------------- | ----- | ----- | ------ | ----- | ----- | ------ | --------- | --------- | --------- | ----- | ----- | ------ | --------------- |
| F. C. Maia Portugal         |                 |               |       |       |        |       |       |        |           |           |           |       |       |        |                 |
| 2.ª                         | 2000-01         | 19            | 8     | -     | -      | -     | -     | -      | -         | -         | 19        | 8     | -     | 0,42   |                 |
| 2.ª                         | 2001-02         | 29            | 16    | -     | 1      | -     | -     | -      | -         | -         | 30        | 16    | -     | 0,53   |                 |
| 2.ª                         | 2002-03         | 9             | 2     | -     | 2      | -     | -     | -      | -         | -         | 11        | 2     | -     | 0,18   |                 |
| Total club                  | Total club      | 57            | 26    | -     | 3      | -     | -     | -      | -         | -         | 60        | 26    | -     | 0,43   |                 |
| Boavista F. C. Portugal     |                 |               |       |       |        |       |       |        |           |           |           |       |       |        |                 |
| 1.ª                         | 2002-03         | 12            | 3     | 1     | 3      | -     | -     | -      | -         | -         | 15        | 3     | 1     | 0,20   |                 |
| 1.ª                         | 2003-04         | 2             | -     | -     | -      | -     | -     | -      | -         | -         | 2         | -     | -     | 0,00   |                 |
| Total club                  | Total club      | 14            | 3     | 1     | 3      | -     | -     | -      | -         | -         | 17        | 3     | 1     | 0,18   |                 |
| Gil Vicente F. C. Portugal  |                 |               |       |       |        |       |       |        |           |           |           |       |       |        |                 |
| 1.ª                         | 2003-04         | 15            | 4     | -     | -      | -     | -     | -      | -         | -         | 15        | 4     | -     | 0,27   |                 |
| Total club                  | Total club      | 15            | 4     | -     | -      | -     | -     | -      | -         | -         | 15        | 4     | -     | 0,27   |                 |
| Estoril Praia Portugal      |                 |               |       |       |        |       |       |        |           |           |           |       |       |        |                 |
| 1.ª                         | 2004-05         | 20            | 3     | 1     | 1      | -     | -     | -      | -         | -         | 21        | 3     | 1     | 0,15   |                 |
| Total club                  | Total club      | 20            | 3     | 1     | 1      | -     | -     | -      | -         | -         | 21        | 3     | 1     | 0,15   |                 |
| Pontevedra C. F. · España   |                 |               |       |       |        |       |       |        |           |           |           |       |       |        |                 |
| 2Bª                         | 2005-06         | 37            | 22    | -     | 1      | -     | -     | 2      | 1         | -         | 40        | 23    | -     | 0,58   |                 |
| 2Bª                         | 2006-07         | 37            | 24    | -     | 9      | 2     | -     | 2      | -         | -         | 48        | 26    | -     | 0,54   |                 |
| Total 1.ª etapa             | Total 1.ª etapa | 74            | 46    | -     | 10     | 2     | -     | 4      | 1         | -         | 88        | 49    | -     | 0,56   |                 |
| U. D. Las Palmas · España   |                 |               |       |       |        |       |       |        |           |           |           |       |       |        |                 |
| 2.ª                         | 2007-08         | 12            | -     | -     | -      | -     | -     | -      | -         | -         | 12        | -     | -     | 0,00   |                 |
| Total club                  | Total club      | 12            | -     | -     | -      | -     | -     | -      | -         | -         | -         | -     | -     | 0,00   |                 |
| Pontevedra C. F. · España   |                 |               |       |       |        |       |       |        |           |           |           |       |       |        |                 |
| 2Bª                         | 2008-09         | 24            | 9     | -     | 3      | -     | -     | -      | -         | -         | 27        | 9     | -     | 0,33   |                 |
| Total 2.ª etapa             | Total 2.ª etapa | 24            | 9     | -     | 3      | -     | -     | -      | -         | -         | 27        | 9     | -     | 0,33   |                 |
| Total club                  | Total club      | 98            | 55    | -     | 13     | 2     | -     | 4      | 1         | -         | 115       | 58    | -     | 0,51   |                 |
| S. D. Ponferradina · España |                 |               |       |       |        |       |       |        |           |           |           |       |       |        |                 |
| 2Bª                         | 2009-10         | 31            | 3     | 2     | 1      | -     | -     | 4      | -         | -         | 36        | 3     | 2     | 0,08   |                 |
| 2.ª                         | 2010-11         | 20            | 6     | -     | 2      | 1     | -     | -      | -         | -         | 22        | 7     | -     | 0,32   |                 |
| 2Bª                         | 2011-12         | 31            | 19    | 2     | 5      | 3     | 1     | 6      | 5         | -         | 42        | 27    | 3     | 0,64   |                 |
| 2.ª                         | 2012-13         | 38            | 21    | 5     | 2      | -     | 1     | -      | -         | -         | 40        | 21    | 6     | 0,53   |                 |
| 2.ª                         | 2013-14         | 37            | 12    | 4     | -      | -     | -     | -      | -         | -         | 37        | 12    | 4     | 0,32   |                 |
| 2.ª                         | 2014-15         | 39            | 16    | 1     | -      | -     | -     | -      | -         | -         | 39        | 16    | 1     | 0,41   |                 |
| 2.ª                         | 2015-16         | 20            | 9     | -     | 1      | 1     | -     | 21     | 10        | -         | 21        | 10    | -     | 0,48   |                 |
| Total 1.ª etapa             | Total 1.ª etapa | 216           | 86    | 14    | 11     | 5     | 2     | 10     | 5         | -         | 237       | 96    | 16    | 0,41   |                 |
| Qingdao Huanghai China      |                 |               |       |       |        |       |       |        |           |           |           |       |       |        |                 |
| 2.ª                         | 2016            | 30            | 10    | 5     | -      | -     | -     | -      | -         | -         | 30        | 10    | 5     | 0,33   |                 |
| Total club                  | Total club      | 30            | 10    | 5     | -      | -     | -     | -      | -         | -         | 30        | 10    | 5     | 0,33   |                 |
| S. D. Ponferradina · España |                 |               |       |       |        |       |       |        |           |           |           |       |       |        |                 |
| 2Bª                         | 2016-17         | 13            | 4     | 2     | 1      | -     | -     | -      | -         | -         | 14        | 4     | 2     | 0,29   |                 |
| 2Bª                         | 2017-18         | 31            | 20    | -     | 5      | -     | 1     | -      | -         | -         | 36        | 20    | 1     | 0,56   |                 |
| 2Bª                         | 2018-19         | 27            | 18    | -     | -      | -     | -     | 6      | 1         | -         | 33        | 19    | -     | 0,58   |                 |
| 2.ª                         | 2019-20         | 42            | 18    | 3     | 1      | -     | -     | -      | -         | -         | 43        | 18    | 3     | 0,42   |                 |
| 2.ª                         | 2020-21         | 40            | 11    | 3     | -      | -     | -     | -      | -         | -         | 40        | 11    | 3     | 0,28   |                 |
| 2.ª                         | 2021-22         | 38            | 14    | 2     | 1      | 1     | -     | -      | -         | -         | 39        | 15    | 2     | 0,38   |                 |
| 2.ª                         | 2022-23         | 37            | 9     | 1     | 1      | -     | -     | -      | -         | -         | 38        | 9     | 1     | 0,24   |                 |
| 1ºRFEF                      | 2023-24         | 6             | 3     | -     | -      | -     | -     | -      | -         | -         | 6         | 3     | -     | 0,50   |                 |
| Total 2.ª etapa             | Total 2.ª etapa | 234           | 97    | 11    | 9      | 1     | 1     | 6      | 1         | -         | 249       | 99    | 12    | 0,40   |                 |
| Total club                  | Total club      | 450           | 183   | 25    | 20     | 6     | 3     | 16     | 6         | -         | 486       | 195   | 28    | 0,40   |                 |
| Total carrera               | Total carrera   | Total carrera | 696   | 284   | 32     | 40    | 8     | 3      | 20        | 7         | -         | 756   | 299   | 35     | 0,40            |
| 1. 2. 3.                    |                 |               |       |       |        |       |       |        |           |           |           |       |       |        |                 |

|  | Máximo goleador de la liga.         |
|  | Segundo máximo goleador de la liga. |
|  | Tercer máximo goleador de la liga.  |

### Resumen estadístico por competición
| Competición                  | Partidos | Goles | Promedio | Asistencias | Promedio | Goles y asistencias | Promedio |
| ---------------------------- | -------- | ----- | -------- | ----------- | -------- | ------------------- | -------- |
| Segunda División de España   | 323      | 116   | 0,36     | 19          | 0,06     | 135                 | 0,42     |
| Segunda División B de España | 231      | 119   | 0,52     |             |          |                     |          |
| Segunda División de Portugal | 57       | 26    | 0,46     |             |          |                     |          |
| Primera División de Portugal | 49       | 10    | 0,21     | 2           | 0,04     | 12                  | 0,25     |
| Segunda División de China    | 30       | 10    | 0,33     | 5           | 0,17     | 15                  | 0,50     |
| Copa del Rey                 | 22       | 6     | 0,27     | 3           | 0,14     | 9                   | 0,41     |
| Playoffs a Segunda de España | 20       | 7     | 0,35     |             |          |                     |          |
| Copa RFEF                    | 11       | 2     | 0,18     |             |          |                     |          |
| Primera Federación           | 6        | 3     | 0,50     |             |          |                     |          |
| Copa de Portugal             | 4        | 0     | 0,00     |             |          |                     |          |
| Europa League                | 3        | 0     | 0,00     |             |          |                     |          |

### Resumen estadístico por clubes
| Club                        | Partidos | Goles | Promedio | Asistencias | Promedio | Goles y asistencias | Promedio |
| --------------------------- | -------- | ----- | -------- | ----------- | -------- | ------------------- | -------- |
| S. D. Ponferradina · España | 486      | 195   | 0,40     | 28          | 0,06     | 223                 | 0,46     |
| Pontevedra C. F. · España   | 115      | 58    | 0,51     |             |          |                     |          |
| F. C. Maia Portugal         | 60       | 26    | 0,43     |             |          |                     |          |
| Qingdao Huanghai China      | 30       | 10    | 0,33     | 5           | 0,17     | 15                  | 0,50     |
| Estoril Praia Portugal      | 21       | 3     | 0,14     | 1           | 0,05     | 4                   | 0,19     |
| Boavista F. C. Portugal     | 17       | 3     | 0,18     | 1           | 0,06     | 4                   | 0,24     |
| Gil Vicente F. C. Portugal  | 15       | 4     | 0,27     |             |          |                     |          |
| U. D. Las Palmas · España   | 12       | 0     | 0,00     |             |          |                     |          |

## Distinciones individuales
| Distinción                                                                                | Club               | Año                                      |
| ----------------------------------------------------------------------------------------- | ------------------ | ---------------------------------------- |
| Tercer Máximo Goleador de la Segunda Liga                                                 | F. C. Maia         | 2002                                     |
| Máximo Goleador de la Segunda División B Grupo I                                          | Pontevedra C. F.   | 2006, 2007                               |
| Segundo Máximo Goleador de la Segunda División B Grupo II                                 | S. D. Ponferradina | 2012                                     |
| Tercer Máximo Goleador de la Segunda División                                             | S. D. Ponferradina | 2013, 2020                               |
| En el Top-10 de los Máximos Goleadores de la Segunda División                             | S. D. Ponferradina | 2013, 2014, 2015, 2020, 2021, 2022, 2023 |
| Máximo Goleador de la Segunda División en un año natural                                  | S. D. Ponferradina | 2014                                     |
| Premio La Liga 'Mejor Jugador Americano de la Segunda División'                           | S. D. Ponferradina | 2014                                     |
| Segundo Máximo Goleador de la Segunda División B Grupo I                                  | S. D. Ponferradina | 2018, 2019                               |
| Máximo Goleador de la Segunda División B en un año natural                                | S. D. Ponferradina | 2018                                     |
| Once Ideal de la jornada de la Liga Smartbank 2019-20 Jornadas: 3, 7, 14, 15, 20, 24, 26. | S. D. Ponferradina | 2020                                     |
| Mejor Jugador de la jornada de la Liga Smartbank 2019-20 Jornadas: 3, 26.                 | S. D. Ponferradina | 2020                                     |
| Mejor Gol de la jornada de la Liga Smartbank 2019-20 Jornada: 26.                         | S. D. Ponferradina | 2020                                     |
| Nominado a Mejor Jugador del mes de la Liga Smartbank 2019-20 Mes de diciembre.           | S. D. Ponferradina | 2020                                     |
| Máximo Goleador histórico de la S. D. Ponferradina                                        | S. D. Ponferradina | 2020                                     |
| Once Ideal de la jornada de la Liga Smartbank 2020-21 Jornadas: 2, 24.                    | S. D. Ponferradina | 2021                                     |
| Mejor Jugador de la jornada de la Liga Smartbank 2020-21 Jornada: 24.                     | S. D. Ponferradina | 2021                                     |
| Nominado a Mejor Jugador del mes de la Liga Smartbank 2020-21 Mes de diciembre.           | S. D. Ponferradina | 2021                                     |
| Nominado a Mejor Jugador del mes de la Liga Smartbank 2020-21 Mes de marzo.               | S. D. Ponferradina | 2021                                     |
| Máximo Goleador extranjero de la historia de la Segunda División                          | S. D. Ponferradina | 2021                                     |
| Once Ideal de la jornada de la Liga Smartbank 2021-22 Jornadas: 3, 8, 19, 32.             | S. D. Ponferradina | 2022                                     |
| Mejor Jugador de la jornada de la Liga Smartbank 2021-22 Jornadas: 8, 19, 32.             | S. D. Ponferradina | 2022                                     |
| Futbolista con más partidos en la historia de la S. D. Ponferradina                       | S. D. Ponferradina | 2022                                     |
| Once Ideal de la jornada de la Liga Smartbank 2022-23 Jornadas: 2, 39.                    | S. D. Ponferradina | 2023                                     |
| Mejor Jugador de la jornada de la Liga Smartbank 2022-23 Jornadas: 2, 39.                 | S. D. Ponferradina | 2023                                     |
| Nominado a Mejor Jugador del mes de la Liga Smartbank 2022-23 Mes de agosto.              | S. D. Ponferradina | 2023                                     |

## Distinciones honoríficas
| Distinción                 | Año  |
| -------------------------- | ---- |
| Hijo Adoptivo de El Bierzo | 2021 |

## Palmarés

### Campeonatos nacionales
| Título                                  | Club               | País   | Año  |
| --------------------------------------- | ------------------ | ------ | ---- |
| Segunda División B Grupo I              | Pontevedra C. F.   | España | 2007 |
| Copa Real Federación Española de Fútbol | Pontevedra C. F.   | España | 2007 |
| Segunda División B Grupo I              | S. D. Ponferradina | España | 2010 |

### Campeonatos regionales
| Título                            | Club               | País   | Año  |
| --------------------------------- | ------------------ | ------ | ---- |
| Copa de Castilla y León de fútbol | S. D. Ponferradina | España | 2011 |

### Trofeos amistosos
| Título                   | Club               | País   | Año  |
| ------------------------ | ------------------ | ------ | ---- |
| Trofeo Concepción Arenal | S. D. Ponferradina | España | 2013 |
| Trofeo Concepción Arenal | S. D. Ponferradina | España | 2019 |
| Trofeo Emma Cuervo       | S. D. Ponferradina | España | 2019 |
| Trofeo Teresa Herrera    | S. D. Ponferradina | España | 2021 |